# Mohylowce (Białoruś)

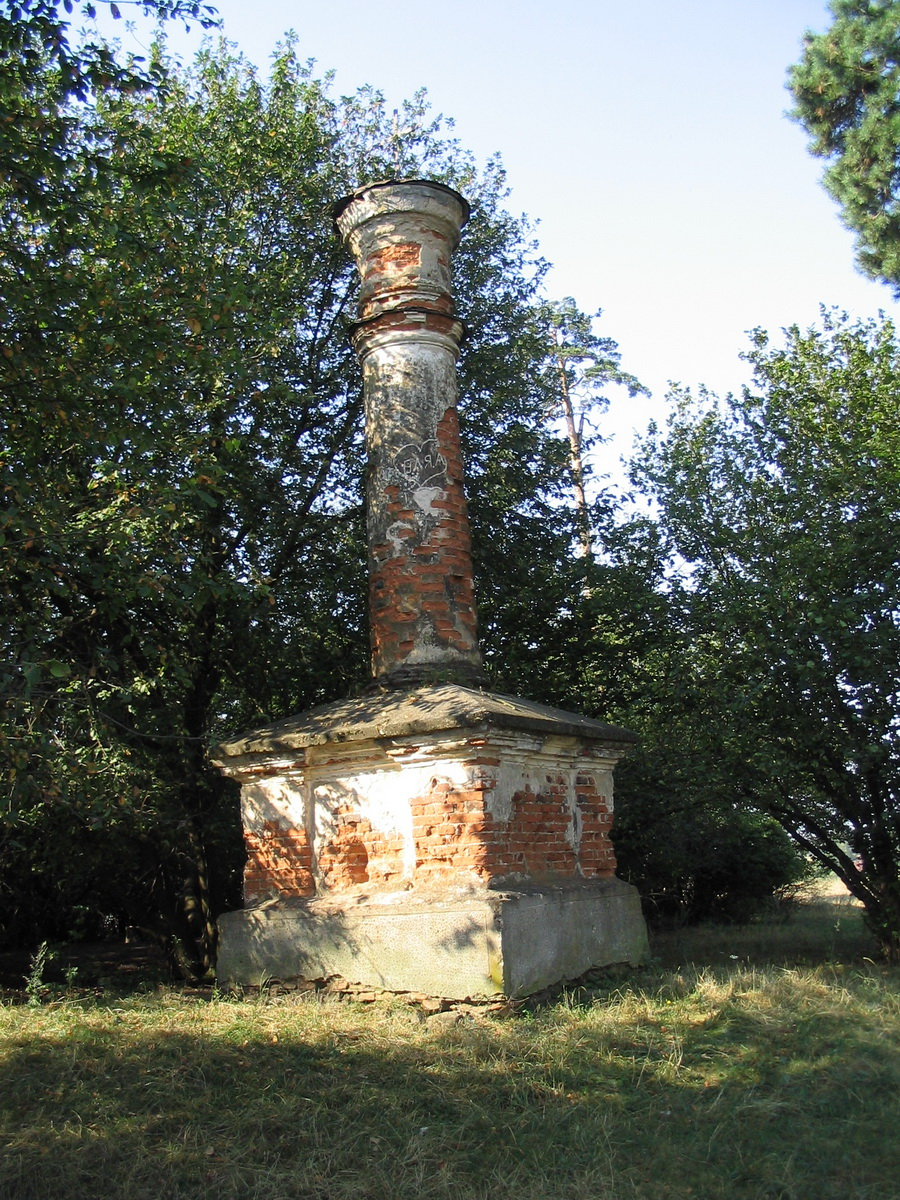
Kolumna upamiętniająca ustanowienie Konstytucji 3 maja 1791, stan w 2004 roku

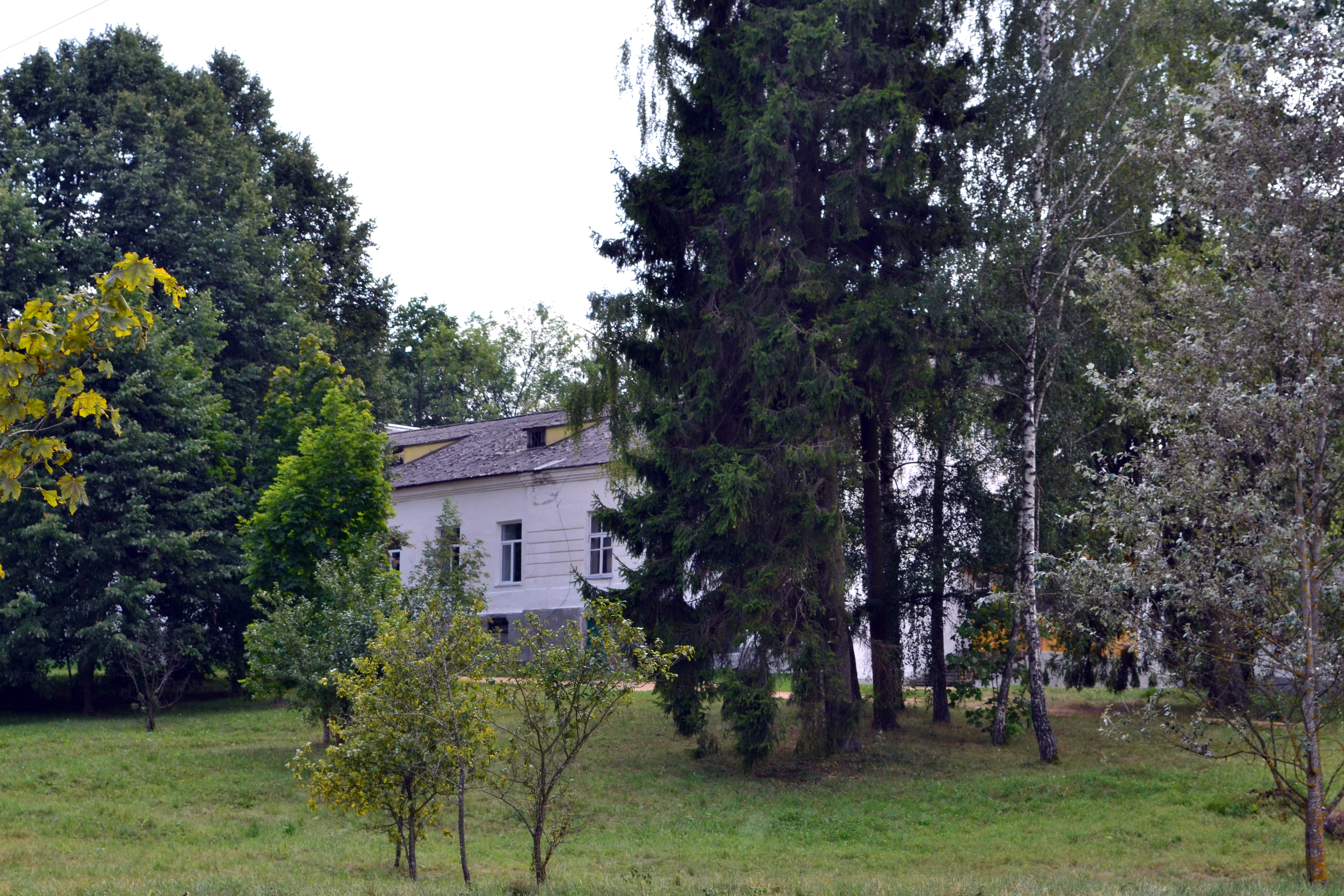
Fragment pałacu Bychowców, 2012

Mohylowce (biał. Магілёўцы; ros. Могилевцы; hist. Mogilowce, Mohilowce) – wieś na Białorusi, w rejonie prużańskim obwodu brzeskiego, nad rzeką Muszką, około 15 km na zachód od Prużany.

## Nazwa
Istnieje kilka teorii pochodzenia nazwy wsi: w pobliżu wsi znajduje się kurhan (mogiła), gdzie odkryto masowe groby, prawdopodobnie z XI wieku. Inna teoria łączy pochodzenie dawnych mieszkańców z Mohylewem. Wreszcie trzecia każe wiązać nazwę wsi z herbem jej odwiecznych właścicieli – rodziny Bychowców herbu Mogiła.

## Historia
Pierwsze wzmianki o Mohylowcach pochodzą z XVI wieku: król Zygmunt Stary nadał ten majątek za lojalną służbę synom swojego dworzanina Tyszki Bychowca: bojarom smoleńskim Bazylemu i Waśce Bychowcom. Wśród późniejszych właścicieli pojawia się Samuel Bychowiec, starosta lucyński, który w 1689 roku naraził się królowi Janowi III Sobieskiemu i został skazany na wieczne wygnanie. Jego syn, Jan, marszałek wołkowyski sprzedał w 1751 roku zgromadzeniu misjonarzy używany już wcześniej przez ten zakon klasztor w Łyskowie, jednocześnie znacznie go dla zakonu rozbudowując. Syn Jana, Józef, szambelan króla Stanisława Augusta, krajczy wielki litewski i starszy syn Józefa, Adam Jan (ur. w 1793 roku), uczestnik powstania styczniowego zesłany za udział w nim do guberni penzeńskiej, byli kolejnymi dziedzicami tego majątku. Innym właścicielem Mohylowców był na początku XIX wieku Józef Władysław Bychowiec (1778–1845), powstaniec kościuszkowski, przyjaciel Immanuela Kanta. Młodszym synem Józefa-krajczego i dziedzicem Mohylowców był Aleksander. Po jego śmierci w 1863 roku majątek odziedziczył jego syn Stanisław, po nim – siostrzeniec Aleksandra, Kazimierz Dziekoński, który przekazał w 1910 roku odziedziczony majątek o powierzchni 5081 dziesięcin swojemu krewnemu Albinowi Michałowi Dziekońskiemu (1892–1940?), który był ostatnim jego właścicielem.
Po III rozbiorze Polski w 1795 roku Mohylowce, wcześniej należące do powiatu wołkowyskiego województwa nowogródzkiego Rzeczypospolitej, znalazły się na terenie powiatu wołkowyskiego (ujezdu), wchodzącego w skład kolejno guberni: słonimskiej, litewskiej i grodzieńskiej Imperium Rosyjskiego. Po ustabilizowaniu się granicy polsko-radzieckiej w 1921 roku Mohylowce wróciły do Polski, znalazły się w gminie Łysków powiatu wołkowyskiego województwa białostockiego, od 1945 roku – w ZSRR, od 1991 roku – na terenie Republiki Białorusi.
W XIX wieku stała tu kaplica katolicka parafii Łysków, była to kaplica grobowa Bychowców. Została zniszczona około 1940 roku.
W 2009 roku w Mohylowcach mieszkało 514 osób.
We wsi (w pobliżu pałacu, ale w niektórych źródłach lokalizowana we wsi Osoczniki) stoi kolumna upamiętniająca ustanowienie Konstytucji 3 maja. Niektóre źródła przypisują jej wzniesienie intencji upamiętnienia powstania styczniowego, na Białorusi znanego również jako powstanie Konstantego Kalinowskiego, co ma swoje uzasadnienie w masowym udziale wielu tutejszych członków rodzin Bychowców i Dziekońskich w powstaniu oraz zesłaniach i katorgach w jego konsekwencji.

## Pałac
Majątek w Mohylowcach jest opisany w 2. tomie Dziejów rezydencji na dawnych kresach Rzeczypospolitej Romana Aftanazego.